# Donald J. Cram
Pour les articles homonymes, voir Cram.
Donald James Cram (22 avril 1919 - 17 juin 2001) est un chimiste américain. Jean-Marie Lehn, Charles Pedersen et lui sont colauréats du prix Nobel de chimie de 1987 « pour leur élaboration et leur utilisation de molécules exerçant, du fait de leurs structures, des interactions hautement sélectives ». Il reçut également la National Medal of Science en sciences chimiques.

## Formation
Cram nait à Chester, dans le Vermont semi-rural. Son père meurt alors qu'il n'a que quatre ans. Il est élevé par sa mère. Il développe un intérêt pour la chimie lorsqu'il est en douzième année. Il a plusieurs petits boulots de la cueillette des fruits à la peinture de maisons en passant par la tonte de gazon. Il fait ses études au Collège Rollins (en) en Floride où il reçoit son B.S. Degree en 1941 puis à l'université du Nebraska où son travail de recherche est effectué sous la supervision du Dr Norman O. Cromwell. Il travaille de 1942 à 1945 sur la chimie de la pénicilline comme chimiste chercheur chez Merck & Co. Après la Seconde Guerre mondiale, il devient étudiant sous la direction de Louis Fieser à l'Université Harvard où il obtient un doctorat de chimie organique en 1947. Après une courte bourse postdoctorale au MIT avec John D. Roberts, il rejoint le corps enseignant de l'université de Californie à Los Angeles en 1947 et y est nommé professeur titulaire en 1956. Pendant ses années à UCLA, il enseigne la chimie organique à des milliers d'étudiants. Il encadre cent vingt étudiants au doctorat et cent chercheurs au niveau postdoctoral. Il écrit plus de quatre cents articles et sept livres.
Il obtient en 1987 le prix Nobel de chimie pour son travail, qu'il partage avec Charles Pedersen et Jean-Marie Lehn.

## Domaine d'étude
Cram applique la méthode de synthèse inventée par Charles Pedersen des éthers-couronne, qui sont des composés organiques bidimensionnels capables de reconnaître les ions de certains éléments métalliques et de se combiner sélectivement avec eux. Cram synthétisa des molécules qui étendaient cette chimie en 3D, en créant un ensemble de molécules de différentes formes qui pouvaient réagir sélectivement avec d'autres composés chimiques du fait de leurs structures tridimensionnelles complémentaires. Ce travail représenta un grand pas en avant dans la synthèse d'imitations fonctionnelles des enzymes et autres molécules naturelles dont le comportement chimique particulier est dû à leur structure caractéristique.

## Distinctions
Il reçoit plusieurs prix importants, dont :
- ACS Award pour son Creative Work in Synthetic Organic Chemistry (1965)
- élu à l'American Academy of Arts and Sciences (1967)
- ACS Cope Award  pour "Distinguished Achievement in Organic Chemistry" (1974)
- scientifique de l'année de Californie (1974)
- élu Chemistry Lecturer and Medalist of the Royal Institute of Chemistry (UK)(1976)
- Southern California ACS Tolman Award (1985)
- Chicago Section ACS Gibbs Medal (1985)
- premier récipiendaire de Saul Winstein Chair in Organic Chemistry (1985)
- Roger Adams Award, la décoration la plus élevée de American Chemical Society (1985)
- National Academy of Sciences Award  en sciences chimiques (1992)
- National Medal of Science, médaille reçue du président Clinton (1993)